# Europese Gemeenschappen
Europese Gemeenschappen was een niet officiële verzamelnaam voor drie internationale organisaties, die in de jaren 1950 door zes Europese landen waren opgericht en in 1992 de basis van de  Europese Unie vormden:
- de Europese Economische Gemeenschap (na 1993 Europese Gemeenschap),
- de Europese Gemeenschap voor Atoomenergie (Euratom),
- de Europese Gemeenschap voor Kolen en Staal.

De Europese gemeenschappen, met de hen toegekende rechten, verplichtingen en bevoegdheden en met de beleidsterreinen die ze behandelden, vormden in de structuur van de Europese Unie de zogenaamde eerste pijler van drie pijlers waarop de Unie rust. 
De naam kwam in gebruik na inwerkingtreding van het Fusieverdrag dat in 1967 door de zes lidstaten was gesloten waarbij was bepaald dat er voor deze drie Europese Gemeenschappen één gemeenschappelijke Commissie en één Raad als bestuursorganen moest zijn.
De Europese Gemeenschap voor Kolen en Staal hield in 2002 op te bestaan, omdat het oprichtingsverdrag een looptijd had van 50 jaar vanaf 1952. Alle rechten, plichten en bevoegdheden die ontleend konden worden aan dit verdrag, zijn kort voor afloop door afspraken tussen de lidstaten  overgeheveld naar de Europese Gemeenschap, de voortzetting van de Europese Economische Gemeenschap. Dat is vastgelegd in een protocol dat aanhangt aan het Verdrag van Nice (2001). 

## Tijdlijn
|                          |                                        |                                                          |                                                          |                                                          |                                                          |                           |                           |                    |      |          |      |
| 1948                     | 1952                                   | 1958                                                     | 1967                                                     | 1987                                                     | 1993                                                     | 1993                      | 1999                      | 2002               | 2003 | 2009     | 2011 |
| Brussel                  | EGKS                                   | EEG / Euratom                                            | Fusieverdrag                                             | Europese Akte                                            | EU-Verdrag                                               | EU-Verdrag                | Amsterdam                 |                    | Nice | Lissabon |      |
|                          |                                        |                                                          | Europese Gemeenschap voor Kolen en Staal (EGKS)          |                                                          |                                                          |                           |                           |                    |      |          |      |
|                          |                                        | Europese Gemeenschap voor Atoomenergie (EURATOM)         |                                                          |                                                          |                                                          |                           |                           |                    |      |          |      |
|                          | Europese Economische Gemeenschap (EEG) | Europese Economische Gemeenschap (EEG)                   | → P Ĳ L E R S →                                          |                                                          | Europese Gemeenschap (EG)                                | Europese Gemeenschap (EG) | Europese Gemeenschap (EG) | Europese Unie (EU) |      |          |      |
|                          | ↑Europese Gemeenschappen↑              | ↑Europese Gemeenschappen↑                                | ↑Europese Gemeenschappen↑                                | Justitie & Binnenlandse Zaken (JBZ)                      | Europese Gemeenschap (EG)                                | Europese Gemeenschap (EG) | Europese Gemeenschap (EG) | Europese Unie (EU) |      |          |      |
|                          |                                        | Politiële & justitiële samenwerking in strafzaken (PJSS) | → P Ĳ L E R S →                                          |                                                          |                                                          |                           |                           | Europese Unie (EU) |      |          |      |
|                          | Europese politieke samenwerking (EPS)  | Gemeenschappelijk buitenlands & veiligheidsbeleid (GBVB) | Gemeenschappelijk buitenlands & veiligheidsbeleid (GBVB) | Gemeenschappelijk buitenlands & veiligheidsbeleid (GBVB) | Gemeenschappelijk buitenlands & veiligheidsbeleid (GBVB) |                           |                           | Europese Unie (EU) |      |          |      |
|                          | Europese politieke samenwerking (EPS)  |                                                          |                                                          |                                                          |                                                          |                           |                           | Europese Unie (EU) |      |          |      |
| West-Europese Unie (WEU) |                                        |                                                          |                                                          |                                                          |                                                          |                           |                           | Europese Unie (EU) |      |          |      |
|                          |                                        |                                                          |                                                          |                                                          |                                                          |                           |                           |                    |      |          |      |